# Amazona bodini
El loro amazona de lomo rojo o amazona festivo del norte (Amazona bodini) es una especie de ave que integra el género Amazona. Este sitácido habita en zonas selváticas del norte de Sudamérica.

## Distribución y hábitat
Este taxón habita en selvas de la cuenca del Orinoco en el norte de América del Sur, desde el oriente de Colombia hasta en nordeste de Venezuela, contando con mayores poblaciones el delta del Amacuro, al noreste de Tucupita, el Hato los Indios en el estado de Apure, y la zona del Caurama Lodge, en Bolívar. También llegaría esporádicamente hasta el noroeste de Guyana.
Se relaciona estrechamente con las selvas que marginan grandes ríos tropicales, tanto en los de tipo "várzea" (selva inundada estacionalmente) como los de "igapó" (selvas inundadas de forma permanente).

## Taxonomía

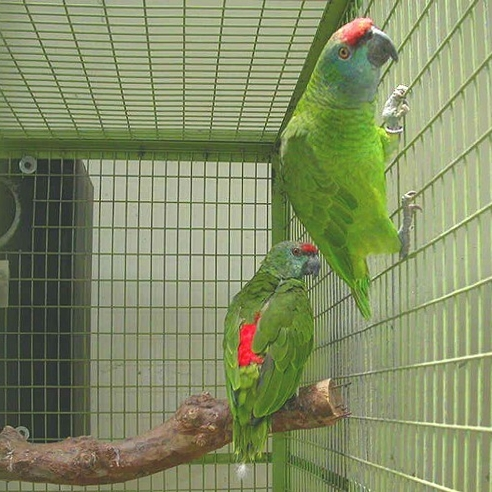
Pareja en cautividad donde se puede observar el área roja dorsal.

Este taxón fue descrito originalmente en el año 1873 por el etnógrafo, naturalista y explorador alemán Friedrich Hermann Otto Finsch.
Durante décadas este taxón fue tratado de manera subespecífica dentro de la especie A. festiva, es decir, como Amazona festiva bodini, del cual se distingue por tener el área de plumas situada bajo los ojos de color azul en vez de verde. En el año 2014 pasó a ser considerado como una especie plena.

## Estado de conservación
En la Lista Roja elaborada por la Unión Internacional para la Conservación de la Naturaleza (UICN) este taxón es categorizado como “casi amenazado”.
Su población disminuye debido a la deforestación que se practica en su hábitat y a su susceptibilidad a la presión de caza y captura directa.